# Al-Khalil ibn Ahmad
al-Khalīl ibn Aḥmad al-Farāhīdī (in arabo الخَلِيل بن احمد الفراهيدي‎?; Oman, 718 ca – Bassora, 791) è stato un filologo e lessicografo arabo della regione araba omanita.

## Biografia e opera principale
Scrittore e filologo del meridione della Penisola araba (Oman, si trasferì a Bassora, nell'attuale Iraq, dove abbandonò l'ibadismo in favore del sunnismo.
Pubblicò il primo dizionario di arabo, il Kitāb al-ʿAyn (Il libro della sorgente), probabilmente completato dal suo allievo al-Layth ibn al-Muẓaffar.
Il Kitāb al-ʿAyn cerca di indagare sull'origine delle parole arabe. Esse non sono elencate in ordine alfabetico, ma in base alla fonetica, in relazione alla localizzazione della pronuncia, dal più profondo della gola, ﻉ (ʿayn), alla labiale, م (mīm).
Il dizionario fu stampato in 8 volumi a Baghdad tra il 1980 e il 1985 da Khalīl ibn Aḥmad, Mahdī Makhẓūmī e Ibrāhīm Sāmarrāʾī.
Khalīl b. Aḥmad scrisse anche di poesia e stabilì un sistema per i diacritici per le consonanti omografe della lingua araba (Ḥarakāt), nel senso che lo rese maggiormente esplicito e contribuì a generalizzare il loro impiego. Si veda del pari il papiro siglato PERF No. 558, uno dei primi papiri bilingui del 643 d.C. /22 del calendario islamico.
Questo e altri documenti attestano che la conoscenza dei diacritici era già diffusa tra gli arabi nell'anno 22 dopo l'egira, il che lascia pensare che lo fosse già al tempo del Profeta, sebbene gli arabi non avessero ancora pensato a generalizzarla. Occorrerà attendere l'espansione dell'islam, e di conseguenza dell'arabo, per avvertire il bisogno di dotare la notazione delle lingue arabe di strumenti per una migliore leggibilità. Con il persiano Sibawayhi, suo discepolo, fu colui che rese esplicite le regole della grammatica araba, che non erano ancora insegnate scientificamente.
Morì tra il 777 e il 791.

## Altre opere
- Kitāb al-ʿArūd